# Цебер

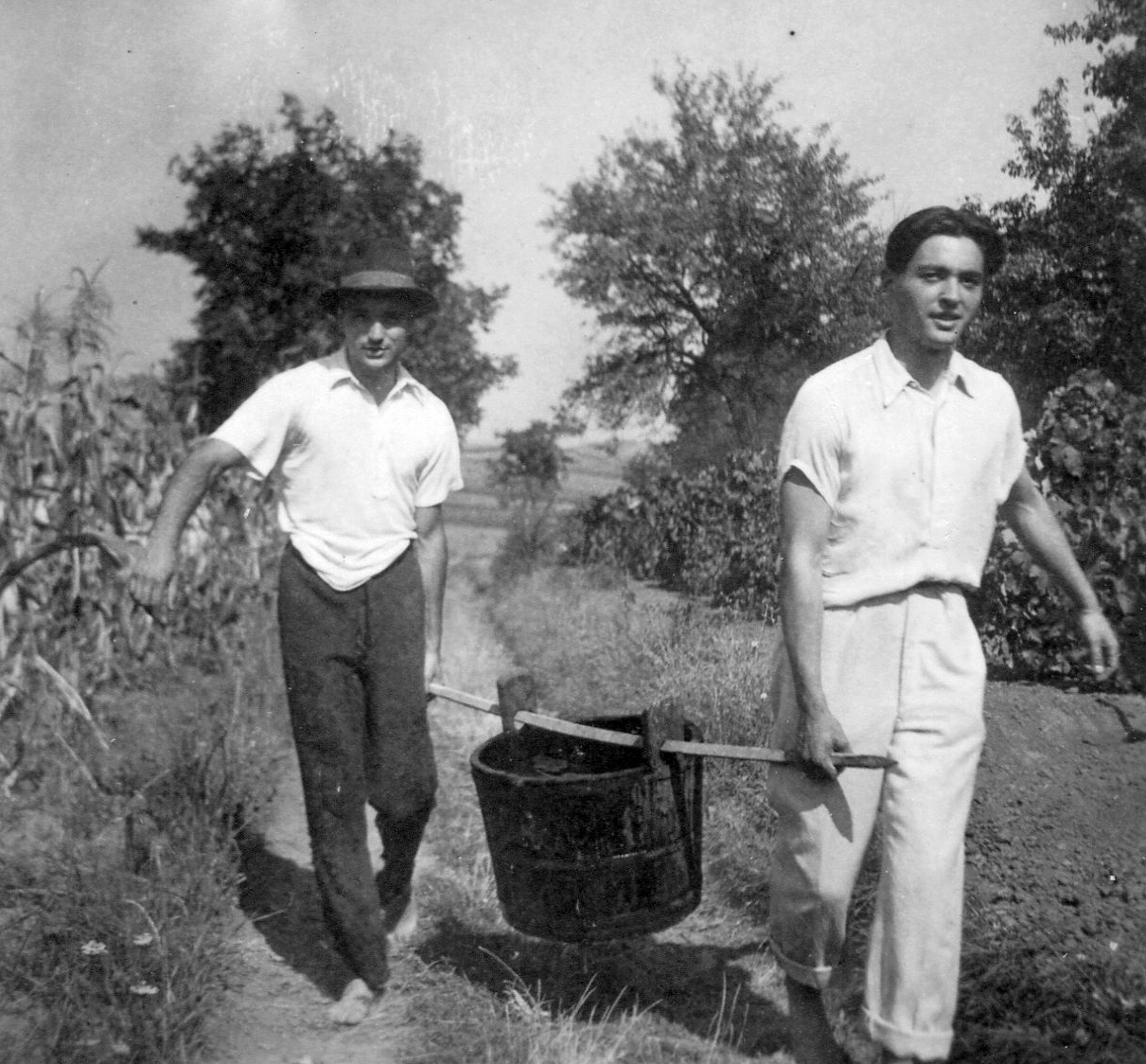
Перенесення рідини в дерев'яному цебрі

Цебе́р або шапли́к, діал. вуша́т (рос. ушат) — велика дерев'яна (рідше металева) посудина, що має вигляд зрізаної діжки, яку використовують для різних господарських потреб (для збирання помиїв, годівлі худоби тощо); посудина з ручками для зберігання та перенесення рідини. Велике дерев'яне відро.
Дерев'яний вушат або цебер — відкритий бондарний виріб, у якому в двох довших дощечках-клепках, в їх верхній частині роблять отвори для палиці (вушка), що використовується для перенесення. Типова ємність дерев'яного цебра — від 60 до 120 літрів.
Металевий шаплик (зазвичай для молока) має ємність 18 або 36 літрів, виготовлений з алюмінію або сталі (нержавійної або лудженої декапованої), має ручки для перенесення.